# Kodi Bangedo
Kodi Bangedo (vroeger Kodi Bengedo) is een Kodisch onderdistrict (kecamatan) van West-Soemba, een district (kabupaten) van de provincie Oost-Nusa Tenggara, gelegen op het eiland Soemba , onderdeel van de Zuidoost-Aziatische republiek Indonesië. 
- Kodi Bengedo telt 13 dorpen.
- Walla Ndimu is het bestuurscentrum.
- In Kodi Bangedo spreekt men het Kodi Bangedo, een Kodisch dialect dat tot de Austronesische taalfamilie behoort.

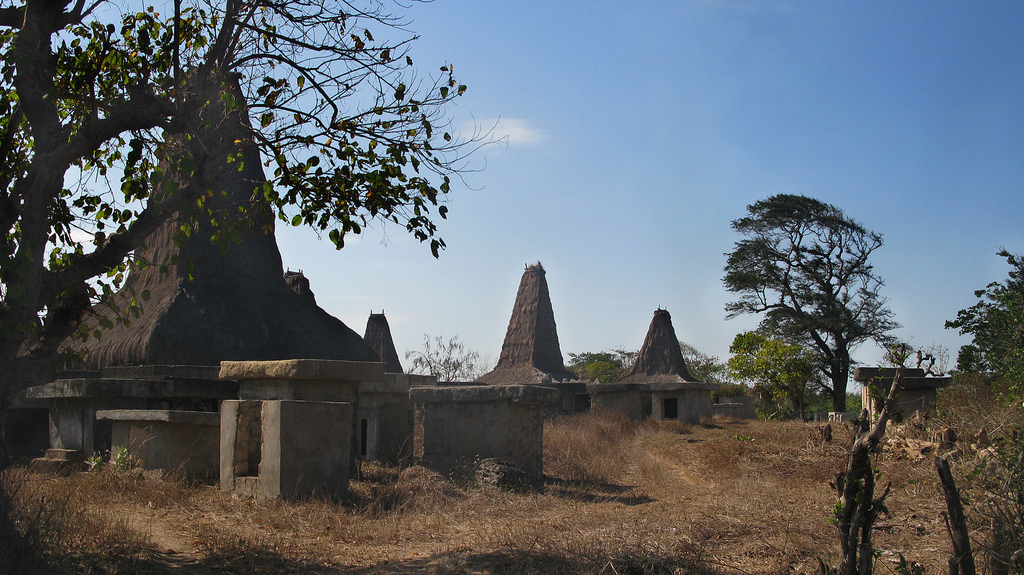
Huizen in Wainyapu, Kodi

Katikutana · Kodi · Kodi Bangedo · Waikabubak · Lamboja · Loli · Laura · Mamboro · Noord-Wadjewa · Oost-Wadjewa · Tana Righu · Umbu Ratu Nggay · Wanokaka · West-Wadjewa · Zuid-Wadjewa